# William Goate

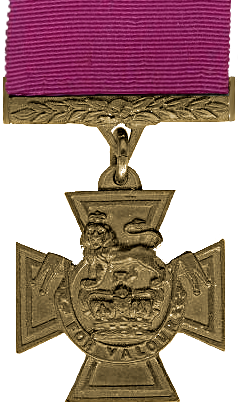
Creu Victòria.

William Goate VC (Fritton, Norfolk, 12 de gener de 1836 - Southsea, Portsmouth, 24 d'octubre de 1901) va ser un anglès que va rebre la Creu Victòria, el premi més elevat i prestigiós que pot ser donat a un ciutadà de les forces britàniques o de la Commonwealth. La seva Creu Victòria, la qual va guanyar durant una batalla el 1858, es mostra al Museu de Regiment del 9è/12è Regiment de llancers al Derby Museum and Art Gallery, a Derby.